# And the Angels Sing
And the Angels Sing é um filme estadunidense de 1944, do gênero comédia musical, dirigido por George Marshall e estrelado por Dorothy Lamour e Fred MacMurray. Apesar da história batida—conjunto de irmãs enganado e explorado por empresário --, o filme é valorizado pelo elenco e pelas oito composições de Jimmy Van Heusen e Johnny Burke, das quais as melhores são It Could Happen to You, cantada por Dorothy, e The Rocking Horse Ran Away, por Betty Hutton.
Segundo Ken Wlaschin, este é um dos dez melhores trabalhos de Betty.

## Sinopse
Conjunto vocal do interior, formado por quatro irmãs que não gostam de cantar juntas, são descobertas pelo chefe de orquestra Happy Marshall. Ele lhes promete o estrelato, mas o deseja mesmo é conseguir dinheiro para pagar seus músicos.

## Elenco
| Ator/Atriz      | Personagem     |
| --------------- | -------------- |
| Dorothy Lamour  | Nancy Angel    |
| Fred MacMurray  | Happy Marshall |
| Betty Hutton    | Bobby Angel    |
| Diana Lynn      | Josie Angel    |
| Mimi Chandler   | Patti Angel    |
| Raymond Walburn | Pop Angel      |
| Eddie Foy Jr.   | Fuzzy Johnson  |
| Frank Albertson | Oliver         |
| Mikhail Rasumny | Schultz        |
| Frank Faylen    | Holman         |